# Ali Audschali

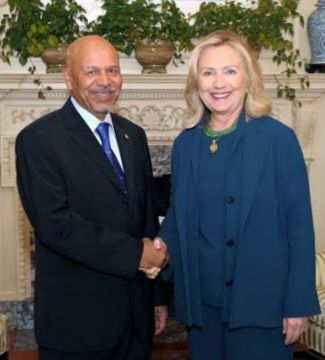
Audschali und Hillary Clinton

Ali Suleiman Audschali (arabisch علي الأوجلي, DMG ʿAlī al-Auǧalī, auch Ojli; * 1944 in Bengasi) ist ein libyscher Diplomat und seit dem 2. November 2012 der Außenminister seines Landes.
Audschali begann seine diplomatische Karriere 1971, als er Dritter Sekretär an der libyschen Botschaft in London wurde. Im Jahr 1976 wurde er Erster Sekretär an der libyschen Botschaft in Malaysia. 1981 erfolgte seine Ernennung zum libyschen Botschafter in Malaysia. 1984 wurde er libyscher Botschafter in Argentinien. Im Anschluss war Audschali von 1988 bis 1994 Botschafter in Brasilien. Audschali kehrte nun nach Libyen zurück und wurde im Außenministerium tätig. Von 1994 bis 1998 fungierte er als stellvertretender Generaldirektor der Amerika Abteilung. Danach arbeitete er von 1998 bis 2000 als Generaldirektor der Nord- und Südamerika Abteilung und war schließlich von 2000 bis 2001 Generaldirektor der Abteilung für europäische Angelegenheiten. 
Im Jahr 2001 erfolgte seine erneute Entsendung als Diplomat. Von 2001 bis 2004 war er Geschäftsträger an der libyschen Botschaft in Kanada. Während dieser Zeit, gründete er das Libya-Canada Business Council. Anschließend leitete Audschali ab 2004 die libysche Interessenvertretung (Libyan Interests Section) in Washington, D.C. Als diese 2009 zur Botschaft aufgewertet wurde, wurde Audschali am 6. Januar 2009 der erste libysche Botschafter in den Vereinigten Staaten seit der Wiederaufnahme diplomatischer Beziehungen. Im Februar 2011 trat er, nachdem er sich bereits zuvor von der Regierung distanziert hatte, aus Protest gegen die staatliche Gewalt im Zuge des Aufstandes in Libyen von seinem Botschafterposten zurück.
Auch einige seiner Amtskollegen, unter anderem in Indien (Ali al-Essawi) und Deutschland (Dschamal Ali Omar), traten zurück. Libyens Ständiger Vertreter bei den Vereinten Nationen Abdelrahman Schalgam, ein Freund Audschalis, wandte sich ebenfalls von Gaddafi ab.